# Tatort: Camerone
Camerone ist der 254. Fernsehfilm der Krimireihe Tatort und der elfte vom Saarländischen Rundfunk produzierte Tatort. Die Erstausstrahlung fand am 16. Februar 1992 statt. Es ist der fünfte Fall mit Kommissar Palu als Ermittler. Palu hat es mit ehemaligen Fremdenlegionären und einem dreißig Jahre alten Verbrechen zu tun.

## Handlung
Colonel Paul Gavron, ein im Ruhestand befindlicher Geheimdienstoberst, sucht den ehemaligen deutschen Fremdenlegionär der OAS, Josef Kowalski, auf, der einst mit drei Kameraden zusammen Gavrons Bruder Gaston und dessen Kameraden getötet hatte, um die Garnisonskasse einer regulären französischen Einheit auszurauben. Da Kowalski todkrank ist und dessen Ermordung sogar eine Erlösung wäre, lässt ihn Gavron am Leben, will aber den Namen der Komplizen von damals wissen. Später reist Gavron nach Saarbrücken, beim Abendessen bekommt er eine anonyme Nachricht, die nur aus dem Wort „Camerone“ besteht, am gleichen Abend wird Gavron in seinem Hotelzimmer von einer Bombe getötet. Palu und seine Kollegen finden im Zimmer vier Pässe auf verschiedene Namen. Die Bombe muss von einem Täter mit militärischer Erfahrung gebaut und installiert worden sein. Palus französische Kollegin Solange Vauguel kann Gavrons echte Identität klären, Gavron war Sicherheitsberater von drei unterschiedlichen Präsidenten seines Landes, zudem berichtet Vauguel Palu über den für Gavrons Bruder tödlichen Überfall.
Kurz darauf wird Lothar Nachtweih tot in einem alten Fabrikgebäude aufgefunden, er wurde mit einer Bombe der gleichen Bauart wie im Fall Gavron getötet, zudem müssen die Taten in derselben Nacht verübt worden sein. Palu und sein Assistent Spies suchen Nachtweihs Witwe Renate auf, diese trauert nicht, da sie von ihrem Mann misshandelt wurde. Nachtweih war Fremdenlegionär und erhielt kürzlich Besuch von Gavron, anschließend wollte er sich in Panik absetzen. Die Gerichtsmedizin findet unterdessen heraus, dass Nachtweih bereits tot war, als er in die Luft gesprengt wurde, offensichtlich wollten zwei Täter unabhängig voneinander Nachtweih töten. Renate Nachtweih telefoniert mit ihrem Geliebten und beschwört diesen, dass es keine weiteren Toten mehr geben dürfe. Vauguel informiert Palu darüber, dass Gavron der Überfall und der Mord an seinem Bruder nie losgelassen hatten und dieser seit seiner Pensionierung auf eigene Faust ermittelte. Vaguel hat auch den Besuch Gavrons beim mittlerweile verstorbenen Kowalski in Erfahrung bringen können, Kowalski hatte Gavron den Namen Nachtweihs genannt, auch die anderen beiden Ex-Legionäre scheinen in Saarbrücken zu leben. Als Palu Kowalskis Sachen nach Deutschland aufs Präsidium mitnehmen will, wird er von Richard Kessel niedergeschlagen, der ihm die Tasche raubt.
Kessel trifft sich mit seinem Ex-Kameraden Bruno Walz, die beiden haben inzwischen gemerkt, dass Palu vor Kessels Überfall einen Safeschlüssel aus Kowalskis Tasche entnommen hat, den die beiden benötigen, um an das gemeinsame Schließfach mit einem Teil der Beute in Luxemburg zu kommen. Dem OAS-Stab war damals nicht bewusst, wie viel Geld im Tresor der regulären Einheit war, so dass die vier das Geld unterschlagen und sich davon ihre Existenzen haben aufbauen können. Palu, dem der Fall entzogen wurde, trifft sich heimlich mit seinem Assistenten Schröder, der ihn darüber informiert, dass Richard Kessel der Kamerad Kowalskis und Nachtweihs war, Palu erkennt Kessel als den Mann wieder, der ihn in Frankreich überfallen hatte. Unmittelbar danach sucht Kessel Palu auf, Palu will ihn festnehmen, bis Kessel ihn darüber informiert, dass er gemeinsam mit seinem Ex-Kameraden Palus Lebensgefährtin Jeannette in seiner Gewalt hat, die Morde an Gavron und Nachtweih gibt Kessel, der den Schlüssel und sich anschließend absetzen will, unumwunden zu. Palu kontaktiert seinen alten Freund Marcel Drechsler, der sich wegen eines von ihm nicht begangenen Raubes vor der Polizei versteckt hält. Marcel war selbst in der Fremdenlegion, Palu bittet ihn um Hilfe, da er bei der Polizei eine undichte Stelle vermutet. Marcel klärt Palu über den Legions-Mythos von „Camerone“ auf, eine Hazienda in Mexiko, in der Legionäre eine aussichtslose Schlacht bis zur letzten Patrone geführt hatten. Marcel und Palu vermuten, dass die Legionäre Jeanette in der nunmehr leerstehenden Festung von Bitche in Lothringen, wo sie vor dreißig Jahren den Überfall durchgeführt hatten, gefangen halten.
Palu fährt zur Festung und trifft dort tatsächlich Kessel, Jeannette ist nicht dort, als dieser von Palu den Schlüssel will und ihn mit einem Messer bedroht, kommt Marcel ihm zu Hilfe und schießt Kessel an. Kurz darauf trifft die französische Polizei ein, Marcel flieht und Palus Kollegin Vauguel lässt ihn ebenfalls gehen, als er ihr andeutet, dass er keine Zeit verlieren darf. Palu fährt zurück nach Saarbrücken, in Kesslers Brieftasche, die er vor dem Eintreffen der französischen Kollegen noch sicherstellen konnte, findet er ein Foto, das Renate Nachtweih als Geliebte Kesslers identifiziert. Er sucht die Fabrik von Bruno Walz auf, dort trifft er auf diesen und seine gefesselte Freundin Jeannette. Walz bedroht ihn mit einer Waffe, als Renate hinzukommt, kann er ihr glauben machen, Walz hätte ihren Freund Kessler ans Messer geliefert, worauf Renate auf Walz losgeht und dieser durch einen Schuss aus seiner Waffe getötet wird, Palu kann Jeannette befreien.

## Einschaltquote und Produktion
Bei der Erstausstrahlung am 16. Februar 1992 wurde eine Zuschauerzahl von 12,24 Mio. erreicht, was einer Einschaltquote von 36,30 % entspricht. Die Episode wurde zwischen März und April 1987 in Saarbrücken und Umgebung sowie in Lothringen gedreht.

## Besonderheiten
In diesem Tatort hat der US-Schauspieler Robert Vaughn einen Gastauftritt, zudem ist der Entertainer Hugo Egon Balder als Radioreporter zu sehen.

## Kritik
Die Kritiker der Fernsehzeitschrift TV Spielfilm fanden, „Regisseur und Filmkritiker Hans-Christoph Blumenberg würzt die komplizierte Geschichte eines mörderischen Rachefeldzugs mit Palus privaten Problemen. Leider auf Kosten der Verständlichkeit“. Sie beurteilen diesen Tatort mit „Beifall für alle, die den Durchblick haben“.